# Gimone
A Gimone folyó Franciaország területén, a Garonne bal oldali mellékfolyója.

## Földrajzi adatok
A folyó Hautes-Pyrénées megyében, a Lannemezan-fennsíkon, a Pireneusokban ered 455 méteren, és Castelsarrasinnél,  Montaubantól 20 km-re nyugatra torkollik a Garonne-ba. A vízgyűjtő terület nagysága 827 km², hossza 136 km. Átlagos vízhozama 3 m³ másodpercenként.
Mellékfolyója a Marcaoue.

## Megyék és városok a folyó mentén
- Hautes-Pyrénées
- Gers: Gimont
- Tarn-et-Garonne: Beaumont-de-Lomagne